# Самуил (имя)
Самуи́л или Самои́л, Шмуэ́ль (др.-евр. שמואל‬ — «Бог услышал» или «имя Божье») — личное имя, первоначально древнееврейское.
Производные фамилии от имени «Самуил» (др.-рус. Самѹилъ) — Самуилов, Самойлов, Самылов, Самылин, Самохин, Самошин, Самошкин.

## Именины
- Православные (даты даны по григорианскому календарю)[3]: 1 марта, 22 августа, 2 сентября[1]
- Католические: 16 февраля

## Известные носители имени
- Самуил — библейский пророк, живший в XI веке до н. э.
- Самуил (?—1014) — царь Болгарии в 997—1014 годах.
- Самуил Капасулис (1661—1723) — Папа и Патриарх Александрийский и всего Египта (1710—1712, 1714—1723).
- Самуил (Миславский) (1731—1796) — митрополит Киевский и Галицкий (1783—1796), архиепископ Ростовский (1776—1783), епископ Крутицкий (1771—1776), философ, богослов.
- Самаэль (Самуил, Ариэль) — в некоторых учениях архангел, имеющий в том числе демонические черты.